# Gary L. Francione

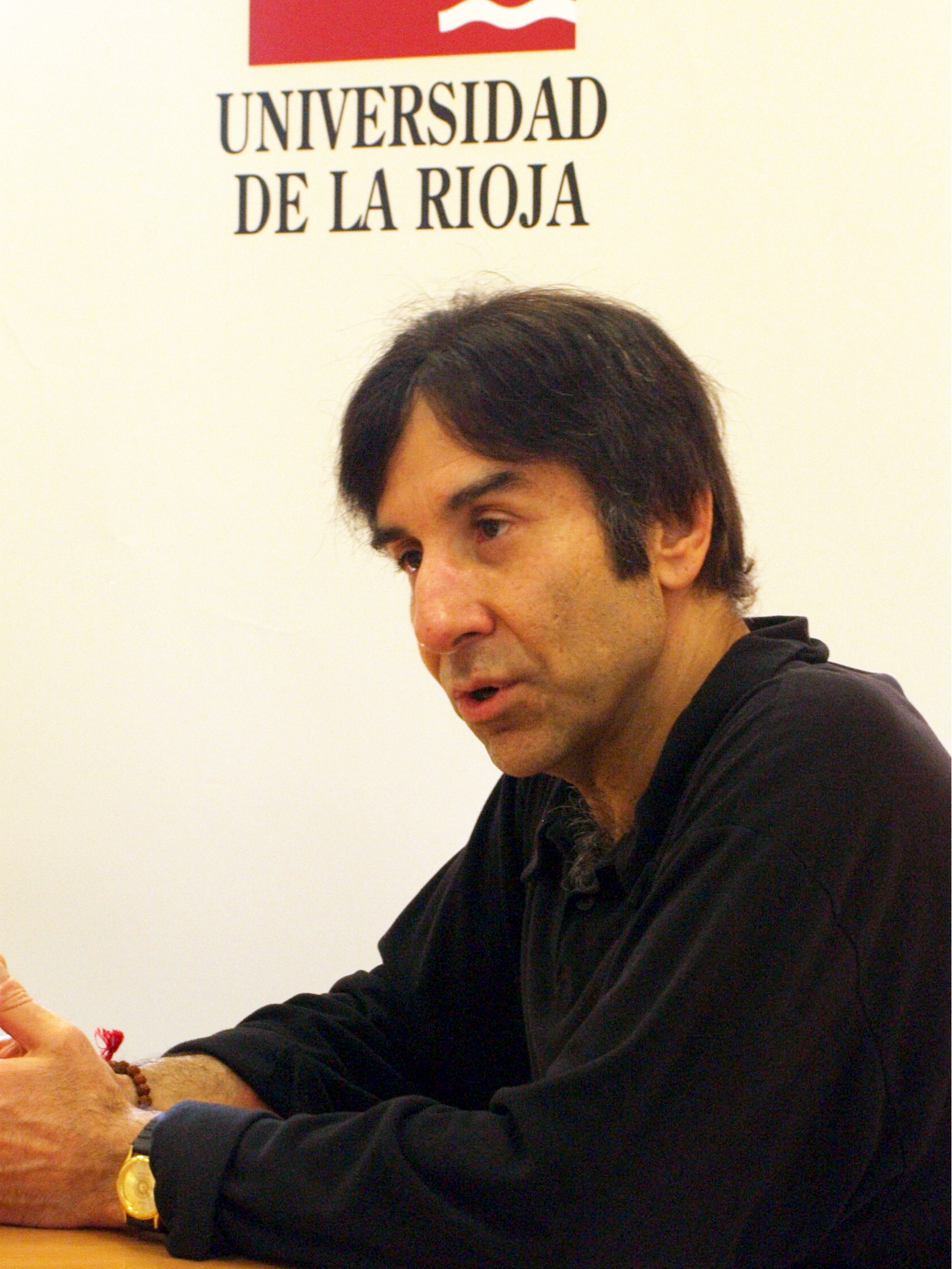
Francione bei einer Tagung an der Universidad de la Rioja, Spanien 2010

Gary Lawrence Francione (* 29. Mai 1954) ist ein US-amerikanischer Rechtsprofessor und Autor.
Er hat sich vorwiegend mit Beiträgen zur Diskussion um Tierrechte hervorgetan und war der Erste, der diese Thematik in das reguläre Curriculum einer US-amerikanischen Rechtshochschule aufnahm. Seine Arbeiten konzentrieren sich im Wesentlichen auf die Thesen, dass
1. der Status nichtmenschlicher Tiere als Eigentum anderer aufzuheben sei. Den Veganismus erachtet er dabei als eine moralische Minimalforderung, hinter der keine Bemühung, das zu erreichen, zurückbleiben sollte.
2. Tierrechts- und Tierschutzansätze scharf zu unterscheiden seien: Alle größeren Organisationen, die sich „für Tiere“ einsetzen, seien in dieser Unterscheidung uneindeutig oder inkonsequent. An einem Tierschutzansatz kritisiert er insbesondere, dass, ungeachtet der Art des Gebrauchs nichtmenschlicher Tiere, ihr Gebrauch an sich problematisch sei. Dadurch, dass man „Tierausbeutung“ zu regulieren versuche, verfestige man das Paradigma, nichtmenschliche Tiere als Mittel zu menschlichen Zwecken zu gebrauchen. Man schaffe unnötigen Anlass, Tierschutzkonzessionen der tiernutzenden Industrie und deren Produkte fälschlicherweise positiv zu bewerten, was der Effizienz der Tierindustrie letztlich zugute komme.
3. Für eine Begründung von Tierrechten erachtet Francione ausschließlich das Kriterium der Empfindungsfähigkeit als relevant, mit der, wie er argumentiert, ein Selbstbewusstsein und ein Interesse am eigenen Leben einhergehen. Er verwirft den Ansatz Peter Singers, dem zufolge das Interesse am eigenen Leben an kognitive Eigenschaften, die über Empfindungsfähigkeit hinausgehen, gekoppelt sei.

## Akademischer Werdegang
Francione erhielt seinen B.A. in Philosophie an der University of Rochester und qualifizierte sich für ein Phi-Beta-Kappa-Stipendium, das ihm einen Auslandsaufenthalt im Vereinigten Königreich zu Studienzwecken ermöglichte. Er schloss mit einem M.A. in Philosophie sowie einem J.D. an der University of Virginia ab und arbeitete zunächst als Herausgeber des Virginia Law Review.
Er assistierte in den folgenden Jahren Richter Albert Tate, Jr. (5th Cir.) und Sandra Day O’Connor (USSC). Er war ein Teilhaber der Kanzlei Cravath, Swaine & Moore und arbeitete als Berater für Boies, Schiller & Flexner sowie Lowenstein Sandler, bevor er 1984 einen Ruf an die University of Pennsylvania für einen Lehrstuhl der Rechtswissenschaften erhielt. 1987 folgte ein Tenure-Track an derselben Institution. Seit 1989 ist er Teil der Fakultät an der Rutgers University. Er hatte mehrere Gastprofessuren in den Vereinigten Staaten, Kanada und Europa inne, darunter an der Universidad Complutense de Madrid.
Francione und Prof. Anna Charlton gründeten 1990 die Rutgers Animal Rights Law Clinic, die sie bis zu ihrer Schließung im Jahr 2000 leiteten. Es ist die erste Hochschule der Vereinigten Staaten, die Tierrechte und Recht in ein akademisches Curriculum aufnahm. Francione und Charlton halten auch nach der Schließung weiterhin Vorlesungen und Seminare an der Rutgers University über Menschen- und Tierrechte (Stand 2010).
Francione nimmt aktiv an der öffentlichen Debatte um Auswege aus der Klimakrise teil; so unterzeichnete er im Oktober 2018 einen offenen Brief, in dem der britischen Regierung eine Versagen im Klimaschutz vorgeworfen wird, die Extinction Rebellion – eine zu zivilem Ungehorsam in der Klimafrage aufrufenden Graswurzelbewegung – unterstützt wird und eine Dekarbonisierung der Wirtschaft gefordert wird.

## Legal Welfarism
Ein Ansatz seiner Theorie ist, dass sich aus der klassischen Tierschutzposition – dass man nichtmenschlichen Tieren nicht „unnötig“ Leid zufügen dürfe – eine praktische Tierrechtsforderung ableiten könne: Die beim Tierschutz angestrebte Interessenabwägung, nach der bestimmte Leiden als „unnötig“ und bestimmte Behandlungen als „human“ eingestuft werden, sei aufgrund der Ungleichheit der Parteien durch den Status nichtmenschlicher Tiere als Eigentum nicht möglich. Für eine Interessenabwägung müssten sich beide Konfliktparteien auf gleichwertige Rechtsgüter berufen können. Dadurch, dass nichtmenschliche Tiere keine (Grund-)Rechte hätten, Tiernutzende sich dagegen auf das Grundrecht auf Eigentum berufen könnten, komme eine solche Abwägung praktisch nur dann zustande, wenn das zugefügte Leid keinen wirtschaftlichen Nutzen nach sich ziehe.
Für die Tierschutzposition prägte er in „Animals, Property, and the Law“ den Begriff des Legal Welfarism. Dieser sei ungeeignet, einen inhärenten Wert von Tieren anzuerkennen, also einen Wert, der von ihrem Zweck als Eigentum, etwa zu Bewachung eines Objektes oder zur Produktion von Lebensmitteln, entkoppelt ist. Man frage innerhalb dieses Paradigmas lediglich danach, welches Niveau von Leidzufügung akzeptabel sei, um den jeweiligen Nutzwert einer Praxis zu erzielen:

„Wir fragen lediglich, ob Schmerzen und Leiden, die bei der Gewinnung von tierlichen Lebensmitteln entstehen, einen Grad überschreiten, der innerhalb der Tiernutzung als akzeptabel angesehen wird. Sofern es üblich ist, dass Landwirte Nutztiere kastrieren oder brandmarken, (…) erachten wir sie dennoch als notwendig, weil wir annehmen, dass ein Landwirt kein Tier, von dessen Nutzung er oder sie profitiert, sinnlos quälen würde.“

Das Niveau von Leidvermeidung, das von einer Tierschutzgesetzgebung ausgehen kann, geht deshalb kaum über das Niveau hinaus, das ein rational handelnder Eigentümer bereit wäre, von sich selbst aus zu gewährleisten, um ein solches Tier wirtschaftlich effizient zu nutzen. Eine Tierschutzgesetzgebung fordere von Besitzenden, ihren Tieren einen höheren Wert zuzuschreiben, als es zu deren Zweck als Eigentum notwendig wäre. In einem verfassungsrechtlichen Rahmen mit einem Stellenwert von Eigentum wie in der westlichen Welt und besonders in den USA könne ein solcher Ansatz grundsätzlich nichts Emanzipatorisches beitragen.

## Kritik an der „Tierrechtsbewegung“
Francione gilt als Kritiker der sogenannten Tierrechtsbewegung, wofür er teilweise scharf angegriffen wird. Er hebt grundsätzliche Missverständnisse der Theorie der Tierrechte bei praktisch allen Organisationen hervor, die sich nach ihrem Selbstverständnis für Tierrechte einsetzen. Er führt das einerseits darauf zurück, dass die langfristigen Forderungen mancher Organisationen keinen Tierrechten entsprechen.
Er meint jedoch weiter, dass die verbleibenden Organisationen, die einerseits offen anerkennen, dass Tieren Grundrechte zugesprochen werden müssen und viele Praktiken ungeachtet ihrer konkreten Ausgestaltung an sich abzuschaffen sind, diese Organisationen gleichzeitig Tierschutzmaßnahmen als ein legitimes sowie effektives Mittel zum Erreichen ihrer nominell abolitionistischen Ziele auffassen.

New Welfarism
Für dieses letztere Phänomen prägte er in den Begriff „New Welfarism“, was sich in etwa mit „Neuer Tierschutz“ übersetzen lässt. Seine Kritik am New Welfarism geht sowohl von einer ethischen Position aus, als auch von der Ansicht, dass Tierschutzforderungen sich praktisch als zahnlos erwiesen hätten.
In RWT entwickelt er 5 Kriterien für eine Charakterisierung der New Welfarist Position:
1. Die New Welfarists weisen eine Tierethik zurück, die nichtmenschliche Tiere als bloße Mittel zu menschlichen Zwecken sieht: Auf irgendeine Art und Weise beinhaltet ihre Position als langfristiges Ziel die Abschaffung des Eigentumsstatus' nichtmenschlicher Tiere und das Etablieren subjektiver Grundrechte.
2. Sie glauben, dieses langfristige Ziel könne keine direkte Umsetzung in eine politische Praxis finden.
3. Aus (2) leiten New Welfarists ab, dass nahezu jede Tierschutzforderung ethisch vertretbar sei, auch wenn sie den Eigentumsstatus nichtmenschlicher Tiere nicht in Frage stellt oder ihn bestätigt. Tierschutzmaßnahmen seien Tierrechtsmaßnahmen.
4. Sie erachten Regulationen der Tiernutzung als gerechtfertigt und notwendig und meinen, Tierschutzgesetzgebungen würden in kausaler Art und Weise langfristig Tierrechte hervorbringen.
5. Sie weisen Vorwürfe der moralischen Inkonsistenz zurück, dass die Regulierung der Tiernutzung und eine Abschaffung derselben zueinander im Widerspruch stünden.

Die theoretischen Ursprünge des New Welfarisms sieht Francione in den Schriften Peter Singers. Singer et alii würde durch die Verwendung des Begriffs der „Tierrechte“ erheblich zur Verwirrung und zu Verwechslungen der Positionen beitragen. Singer selbst lehnt ein Konzept von Grundrechten explizit ab. Führende Tieraktivisten wie Henry Spira oder Ingrid Newkirk berufen sich auf Singer und gestalt(et)en ihre Aktivitäten nach seinen Maximen. Beide weisen andererseits Tom Regans Position, die als klassischer deontologischer Gegenentwurf zu Peter Singers Tierrechtsposition gilt, zurück.
Kritisch merkt Francione zu Singer an, dass das praktische Kriterium, Ausbeutende und Tierbefreiende danach zu unterscheiden, ob sie „Mitgefühl“ für nichtmenschliche Tiere aufbrächten, zu schwach sei, um eine Trennlinie zu erhalten. Ausbeutende und Emanzipierende würden dadurch praktisch ununterscheidbar. Dass Tierschutzreformen zu Abolitionismus geführt hätten (siehe Punkt 4), sieht er als praktisch widerlegt an. Dass es zu einer abolitionistischen Theorie keine effiziente Praxis geben könne (Punkt 2), weist er in einem konstruktiven Argument zurück (siehe dazu den Abschnitt Eigener Ansatz).

## Single-Issue-Campaigns
Einen weiteren Kritikpunkt führt er gegen Einzelthema-Kampagnen (Single-Issue-Campaigns {\displaystyle \to } SICs) ins Feld. Das sind Kampagnen, die etwa für (Ovo-Lacto-) Vegetarismus werben oder sich gegen einen hervorgehobenen Aspekt der Tiernutzung, wie die Wildtierhaltung in Zirkussen oder Pelz richtet, ohne dabei deutlich zu machen, dass Tiernutzung an sich und in allen Bereichen moralisch inakzeptabel sei. Er begründet seine Kritik daran damit, dass man durch die Hervorhebung wenigstens implizit aussage, der hervorgehobene Aspekt sei ethisch unterscheidbar von anderen Formen der Tiernutzung. Ferner entstünde durch Zielverschiebungen und Uneindeutigkeiten der falsche Eindruck, die Tierrechtsbewegung hätte eine geheime Agenda. SICs würden zudem von Tier-Organisationen zu deren wirtschaftlichen Vorteil instrumentalisiert, indem sie vermeintliche Lösungen zu Einzelproblemen „verkauften“ und Spenden von Menschen, die Tieren helfen möchten, einnehmen, diese Mittel aber nicht für Kampagnen verwenden, welche die Nutzung von Tieren in Frage stellen.
Das vergleichende Gegenargument, dass beispielsweise Kampagnen gegen Kindesmissbrauch nicht aussagen würden, man könne Vergewaltigungen an Erwachsenen rechtfertigen, weist er mit der Begründung zurück, die Probleme im Tierrechtskontext hätten eine zu unterscheidende soziologische Struktur: Der allgemeine Diskussionstenor im Tierrechtskontext sei, im Gegensatz etwa zu sexuellem Missbrauch, kein abolitionistischer und Fokussierungen auf Teilthemen hätten daher die entsprechenden Effekte.

„Wenn {\displaystyle X} [z. B. Kindesmissbrauch], {\displaystyle Y} [z. B. Vergewaltigung] und {\displaystyle Z} [z. B. Folter] sämtlich als moralisch unerwünscht gesehen werden, dann vermittelt die Entscheidung, an der Behebung von {\displaystyle X} zu arbeiten, nicht die Botschaft, dass {\displaystyle Y} und {\displaystyle Z} moralisch akzeptabel sind.
Wenn es um Tiere geht, fällt die Analyse anders aus. Die meisten Menschen denken, dass Fleisch, Milch und alle anderen Tierprodukte zu essen, als Kleidung oder anderweitig zu gebrauchen so natürlich wie Wasser trinken und Luft atmen ist. Wenn wir eine Form von Tierausbeutung hervorheben, unterscheiden wir sie damit zwangsläufig moralisch von anderen Formen der Tierausbeutung.“

Anmerkungin der Soziologie hat der Begriff des Single Issues oft eine andere Bedeutung und meint eine von anderen Themen isolierte Fokussierung auf einen gesellschaftlich emanzipatorischen Aspekt: Etwa die Fokussierung auf die Abschaffung von Tierausbeutung ohne andere Formen von Diskriminierung zu kritisieren. Eine Einordnung von Franciones Ansätzen unter diesem Single-Issue-Begriff ist nicht bekannt. Eine Betrachtung seines Ansatzes im Licht seiner eigenen Single-Issue-Kritik findet sich in .

## Eigener Ansatz

### Tierrechtssynthese
Er führt zunächst ein formelles „Gleichbehandlungsgebot“ als eine notwendige Voraussetzung jeder Gerechtigkeitstheorie ein, das er so formuliert: Schenke gleich(artig)en Interessen gleiche Beachtung. Er charakterisiert das Gebot als formell, weil es sich inhaltlich neutral verhalte: Ob beispielsweise Folter oder die Todesstrafe abgelehnt werde oder nicht, lasse sich daraus nicht ableiten. Wenn man aber eine Position dazu habe, müsse man für alle Wesen mit Interesse(n) an ihrem Leben beziehungsweise ihrer körperlich-seelischen Unversehrtheit vergleichbare und relevante Gründe angeben, mit denen man eine Maßnahme legitimiert oder zurückweist.
Dass nichtmenschliche Tiere moralisch als Subjekte über den Status von unbelebten Wesen hinaus zu berücksichtigen sind, sieht er als überwiegend akzeptiert an und gibt dazu keine metaethische Begründung.
Er führt dann einen Grundrechtsbegriff nach der Vorlage von Henry Shue ein. Demnach hat ein Recht genau dann die Eigenschaft, grundlegend oder Grundrecht zu sein, wenn „jeder Versuch, ein anderes Recht zu erlangen durch Aufgabe dieses Grundrechts selbstschädigend und unsinnig wäre, weil er dem anderen Rechts die Grundlage nähme.“
Aus diesen drei Aussagen (Gleichbehandlung, Subjekteigenschaft von Nichtmenschen und Grundrechtsbegriff) leitet Francione ab, dass das Recht, kein Eigentum anderer zu sein, ein Grundrecht nichtmenschlicher Tiere ist: Jedes Recht, auf das sich das Wesen, das Eigentum ist, berufen kann, würde von Interessen der Eigentümer getrumpft. Wenn die Wesen aber gleichartig in dem Sinne wären, dass sie Interessen an einem Rechtsgut haben, widerspreche das Trumpfen dem Gleichbehandlungsprinzip und folglich widerspreche der Eigentumsstatus selbst dem Gleichbehandlungsprinzip. Damit sei es sinnvoll, das Paradigma des Eigentumsstatus' von Tieren zurückzuweisen, um diesen Widerspruch aufzulösen.
Das alles folgert er unter dem Vorbehalt, dass das Gleichbehandlungsprinzip auf nichtmenschliche Tiere anwendbar ist, dass also keine relevanten Gründe existieren, die es vielleicht doch legitimieren, dass tierliche Interessen von Interessen der Eigentümer ausgetrumpft werden. Inwiefern diese Reduktion zulässig ist, diskutiert er anhand einer Reihe von vorgebrachten Gegenargumenten:
Er betrachtet dann zunächst zwei „einfache“ Begründungsstrukturen, auf die man sich zurückziehen könne, wenn das Gleichbehandlungsprinzip nicht anwendbar wäre:
1. Mechanizismus: Wenn Wesen keine Interessen haben, sei das Gleichbehandlungsprinzip nicht anwendbar. Allerdings stünde der Mechanizismus auch im offensichtlichen Widerspruch dazu, dass nichtmenschliche Tiere über den Status von unbelebten Wesen hinaus zu berücksichtigen seien.[14]
2. Evangelikalismus oder eine andere Dogmatik: Wenn Gott, bspw. im christlichen Sinn, den Menschen das „Dominion“ über Nichtmenschen gegeben hätte, stünde das im direkten Widerspruch dazu, dass man Menschen und Nichtmenschen in dem Sinne gleichbehandeln soll und dass beide nicht als Eigentum anderer existieren sollen. Allerdings akzeptiere man damit die Existenz von Gott als moralische Autorität. Ferner gebe es darüber in der Bibel widersprüchliche Aussagen. Auch sei unklar, ob und, wenn ja, wie man allgemein akzeptierte ethische Grundsätze wie etwa die Freiheit von Sklaverei für Menschen derart begründen könne, werde sie doch in der Bibel als moralisch unbedenklich dargestellt.[15]

Zuletzt betrachtet er das Metaargument, eine konkrete Eigenschaft oder eine Menge von Eigenschaften, die Menschen von Nichtmenschen unterscheiden, mache das Gleichbehandlungsprinzip unanwendbar. Er argumentiert, dass es einerseits empirisch bestenfalls unsicher sei, dass es Eigenschaften gebe, die alle Menschen, aber keine Tiere haben: Die Ergebnisse der kognitiven Ethologie würden das Gegenteil nahelegen. Wähle man andererseits eine Eigenschaft, die alle nichtmenschlichen Tiere nicht haben, verblieben stets Menschen, die sie auch nicht haben. Ihre Stellung in einer Gerechtigkeitstheorie sei dann mit dem Konzept der universellen und egalitären Menschenrechte nicht in Übereinstimmung zu bringen. Die Theorie Darwins und modernere Evolutionstheorien unterstellen seiner Ansicht nach, dass eine Unterscheidung zwischen Spezies nie qualitativer Art, sondern ausschließlich gradueller Natur sein kann. Die Grenzziehung zwischen Grundrechtstragenden und Grundrechtslosen, die von qualitativer Natur ist, könne man deshalb nicht anhand einer Speziesgrenze rechtfertigen. (Diese Begründungsstruktur ist unter dem Schlagwort Argument der menschlichen Grenzfälle bekannt.)

### Position zur Praxis einer Tierrechtsbewegung
Franciones Vision einer Tierrechtsbewegung ist im Wesentlichen ein dezentrales Aufklärungsvorhaben mit einem Fokus auf dem Veganismus als ethischer Minimalforderung im Sinne einer Abkehr von jedwedem Gebrauch nichtmenschlicher Tiere als bloßem Mittel zu menschlichen Zwecken.
Im Gegensatz zu den meisten Organisationen hält er eine Fokussierung auf die Verurteilung der ausbeutenden Institutionen für falsch, weil deren Existenz als eine Reaktion auf die ungebrochene Nachfrage nach (billigen) Tierprodukten zu verstehen sei. Jede Kampagne, die diese Nachfrage nicht nachhaltig angreift, könne allenfalls einen Austausch der ausbeutenden Akteure zur Folge haben.
In RWT (Kapitel 7) diskutiert er Bemühungen, den Eigentumsstatus von nichtmenschlichen Tieren durch schrittweise Änderungen der Ausbeutungspraxis zu beseitigen und formuliert notwendige Kriterien der Kompatibilität eines solchen Ansatzes mit einem abolitionistischen Ansatz. Er betont, dass diese Kriterien allenfalls den Anfang einer Debatte darstellen und in vielen Fällen ungenau und allgemein nicht hinreichend sind, den Status von nichtmenschlichen Tieren als menschliches Eigentum abzuschaffen. Die Kriterien lauten:
1. Ein Gesetzesvorhaben muss ein Verbot, im Gegensatz zu einer Regulierung, beinhalten.
2. Das Verbot muss einen wesentlichen Teil institutioneller Tierausbeutung betreffen.
3. Das Verbot muss ein Interesse der nichtmenschlichen Tiere selbst schützen und darf sich nicht aus Interessen der Ausbeutenden ergeben.
4. Das zu schützende Interesse darf nicht gegen Interessen der Ausbeutenden abgewogen werden.
5. Das durch das Vorhaben Inkriminierte darf nicht oder wenigstens nicht ohne Weiteres durch eine andere tierausbeuterische Praxis ersetzbar sein.[6]

Alle Bemühungen, schrittweise Änderungen der Tierausbeutung herbeizuführen, müssen nach seiner Auffassung von der unmissverständlichen Forderung, den Eigentumsstatus von Tieren vollständig abzuschaffen, begleitet sein.

## Veröffentlichungen
Bücher
In eckigen Klammern steht das zur Zitation verwendete Kürzel.
- G. L Francione, A. E Charlton: Vivisection and dissection in the classroom: A guide to conscientious objection. American Anti-Vivisection Society, 1992 (englisch).
- G. L Francione: Animals, property, and the law. Temple University Press, 1995, ISBN 1-56639-284-5 (englisch). [AP&L]
- G. L Francione: Rain without thunder: The ideology of the animal rights movement. Temple University Press, 1996, ISBN 1-56639-461-9 (englisch). [RWT]
- G. L Francione: Introduction to animal rights: your child or the dog? Temple Univ Pr, 2000, ISBN 1-56639-692-1 (englisch). [I2AR]
- G. L Francione: Animals as persons: essays on the abolition of animal exploitation. Columbia University Press, 2008, ISBN 978-0-231-13950-2 (englisch). [AP]
- G. L Francione: The Animal Rights Debate: Abolition or Regulation? Columbia University Press, 2010 (englisch).
- G. L. Francione, A. E. Charlton, S. K. Woodcock (Edt): Eat Like You Care: An Examination of the Morality of Eating Animals. Exempla Press, 2013 (englisch).

Essays, Papers & Multimedia
- Diverse Essays beziehungsweise Blogpostings, darunter auch einige Podcasts. Diese Veröffentlichungen werden teilweise inoffiziell ins Deutsche übersetzt und finden sich hier
- Webcast eines Vortrages auf der Animal Law Conference an der Duke University School of Law, 7. April 2006
  - Folgende Veröffentlichung ging damit einher: G. L Francione: Reflections on Animals, Property, and the Law and Rain Without Thunder. In: Law & Contemp. Probs. 70. Jahrgang, 2007, S. 9 (englisch, duke.edu).